# Haus In-Albon
Das Haus In-Albon ist ein denkmalgeschütztes Gebäude in der Gräfibielgasse 6 in Visp im Schweizer Kanton Wallis. Es wurde im 16. Jahrhundert vom Landeshauptmann Simon In-Albon auf dem Visper Burghügel errichtet. Es ist ein Burgkomplex im gotischen Stil, der mit einer kleinen Brücke verbunden ist.

## Geschichte
Der Vize-Landeshauptmann und Mitglied des Zehndenrates und Ritter vom goldenen Sporn Adrian In-Albon liess den Burgkomplex als Geschenk für seine Frau Katharina vergrössern. Das Haus war bis ca. 1855 im Besitz der Familie In-Albon. Der Burgkomplex wurde von der Familie In-Albon um 1960 an einen privaten Käufer verkauft, welcher das Haus innen umbaute. 2001 wurde es unter Denkmalschutz gestellt. Es wird als Sehenswürdigkeit in Visp beworben.